# Солнечное затмение на Сатурне

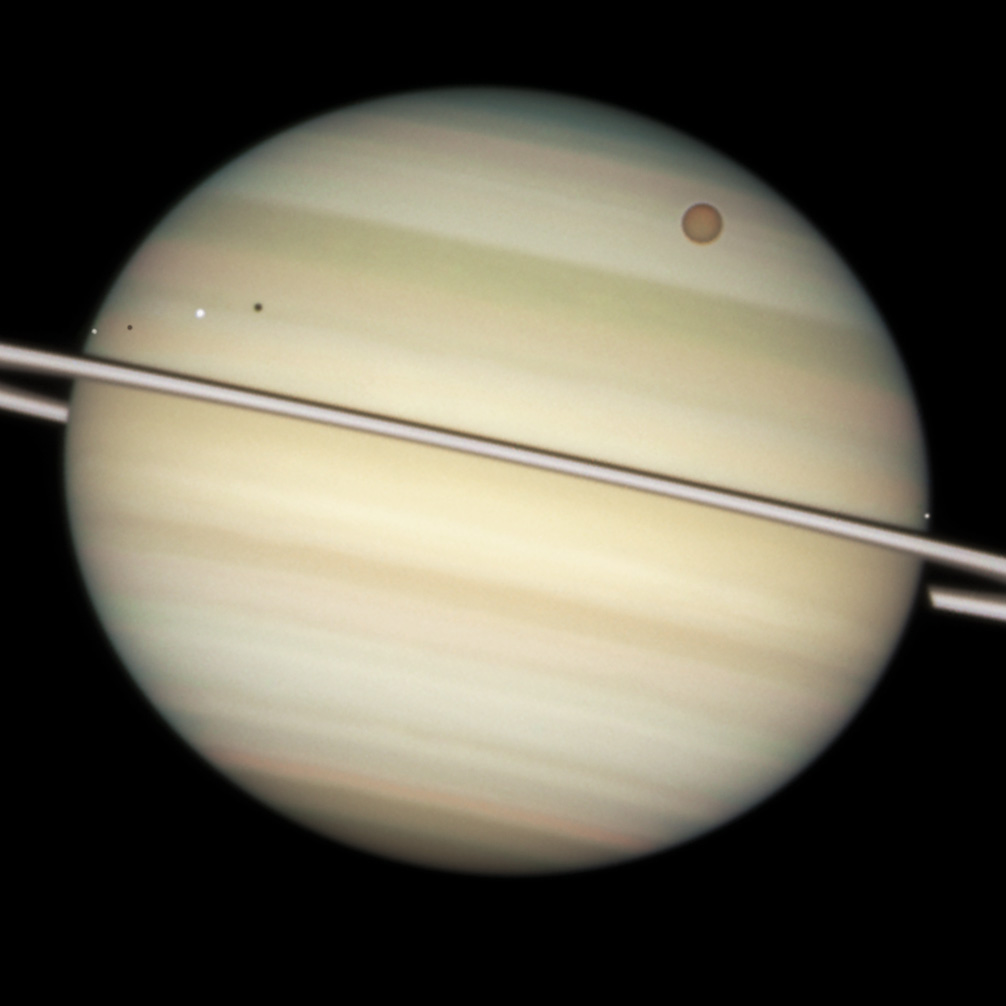
Транзит 4 спутников по диску Сатурна, снимок с телескопа «Хаббл»

Солнечные затмения на Сатурне происходят для гипотетического наблюдателя с этой планеты, когда её спутники проходят между Сатурном и Солнцем. Из 62 спутников Сатурна только 7 — Янус, Мимас, Энцелад, Тефия, Рея, Диона и Титан — достаточно велики и находятся достаточно близко от Сатурна, чтобы полностью закрыть солнечный диск для гипотетического наблюдателя. Остальные спутники расположены на более удалённых орбитах и имеют меньшие размеры, поэтому закрыть полностью солнечный диск не могут, гипотетический наблюдатель с Сатурна сможет наблюдать лишь их транзит по диску Солнца.
Угловой диаметр солнечного диска в небе Сатурна составляет порядка 3′. Для сравнения, семь основных спутников Сатурна имеют видимые угловые диаметры 5-10′ (Мимас), 5-9′ (Энцелад), 10-15′ (Тефия), 10-12′ (Диона), 8-11′ (Рея), 14-15′ (Титан) и 1-2′ (Япет). Япет — третий по величине спутник Сатурна, расположен слишком далеко, чтобы полностью затмить Солнце. Янус, напротив, расположен близко к Сатурну, имеет видимый угловой диаметр около 7′, то есть может полностью закрыть Солнце.
В отличие от Юпитера, Сатурн имеет наклон оси вращения 26,7 градуса. Это означает, что солнечные затмения на Сатурне происходят гораздо реже, чем на Юпитере.